# Tales of Love
Tales of Love är ett samlingsalbum av Neil Sedaka, utgivet 1998 på skivbolaget Artful Records. Albumet är producerat av Neil Sedaka.
1997 gav Event Records ut ett nyinspelat album med titeln Tales of Love and Other Passions med 13 spår. Det här albumet har en kortare titel men innehåller ytterligare fem låtar från samma inspelning.

## Låtlista
1. I'll Be Seeing You (Sammy Fain/Irving Kathal)
2. Good Time Man (Neil Sedaka)
3. The Very Thought of You (Ray Noble) (tillsammans med Dara Sedaka)
4. I Let You Walk Away (Neil Sedaka/Phil Cody)
5. Alone at Last (Neil Sedaka/Phil Cody)
6. Goodbye (Neil Sedaka/Dara Sedaka)
7. You Go to My Head (Fred Coots/Haven Gillespie)
8. Time Marches On (Neil Sedaka/Howard Greenfield)
9. Inseperable (Neil Sedaka/Phil Cody)
10. One More Ride on the Merry-Go-Round (Neil Sedaka/Howard Greenfield)
11. My Funny Valentine (Lorenz Hart/Richard Rodgers)
12. Swept Away (Neil Sedaka/Phil Cody)
13. Pray for Rain (Neil Sedaka/Phil Cody)
14. I Found My World in You (Neil Sedaka/Howard Greenfield)
15. Moonlight in Vermont (John Blackburn/Karl Suessdorf)
16. When You're Gone (Neil Sedaka/Phil Cody)
17. Tied to Each Other (Neil Sedaka/Phil Cody)
18. Turning Back the Hands of Time (Neil Sedaka/Puccini Turandot)